# Honschaft Külheim
Die Honschaft Külheim war im Mittelalter eine Honschaft als Exklave des Kirchspiels Gladbach im Amt Porz im Herzogtum Berg.
Zur Honschaft gehörten seinerzeit die Külheimer Güter Oberkülheim, Unterkülheim und Voiskülheim sowie die Wohnplätze aus der Honschaft Balken Bilstein, Branderhof, Brodhausen, Büscherhof, Dorn, Hasenbüchel, Kaule, Klefhaus, Leffelsend, Melessen, Mittelsteeg, Obersteeg, Scheurenhof und Ufer.
Am 11. November 1868 wurde das Gebiet zur Pfarre Immekeppel eingepfarrt.